# Список епізодів Карткового будинку

## Епізоди
Список епізодів 1-5 сезонів телесеріалу Картковий будинок.

### Перший сезон
| Назва     | Режисер          | Сценарій                           | Дата релізу   |
| --------- | ---------------- | ---------------------------------- | ------------- |
| Розділ 1  | Девід Фінчер     | Бо Віллімон                        | 1 лютого 2013 |
| Розділ 2  | Девід Фінчер     | Бо Віллімон                        | 1 лютого 2013 |
| Розділ 3  | Джеймс Фоулі     | Кіт Гафф, Бо Віллімон              | 1 лютого 2013 |
| Розділ 4  | Джеймс Фоулі     | Рик Клівленд, Бо Віллімон          | 1 лютого 2013 |
| Розділ 5  | Джоел Шумахер    | Сара Трім                          | 1 лютого 2013 |
| Розділ 6  | Джоел Шумахер    | Сем Форман                         | 1 лютого 2013 |
| Розділ 7  | Чарльз МакДуґалл | Кейт Барноу, Бо Віллімон           | 1 лютого 2013 |
| Розділ 8  | Чарльз МакДуґалл | Бо Віллімон                        | 1 лютого 2013 |
| Розділ 9  | Джеймс Фоулі     | Бо Віллімон, Рик Клівленд          | 1 лютого 2013 |
| Розділ 10 | Карл Франклін    | Сара Трім                          | 1 лютого 2013 |
| Розділ 11 | Карл Франклін    | Бо Віллімон, Кейт Барноу, Кіт Гафф | 1 лютого 2013 |
| Розділ 12 | Аллен Култер     | Джіна Джіонфріддо, Бо Віллімон     | 1 лютого 2013 |
| Розділ 13 | Аллен Култер     | Бо Віллімон                        | 1 лютого 2013 |

### Другий сезон
| Назва     | Режисер       | Сценарій                   | Дата релізу    |
| --------- | ------------- | -------------------------- | -------------- |
| Розділ 14 | Карл Франклін | Бо Віллімон                | 14 лютого 2014 |
| Розділ 15 | Карл Франклін | Бо Віллімон                | 14 лютого 2014 |
| Розділ 16 | Джеймс Фоулі  | Білл Кейн                  | 14 лютого 2014 |
| Розділ 17 | Джеймс Фоулі  | Лора Ізон                  | 14 лютого 2014 |
| Розділ 18 | Джон Коулз    | Кеннет Лін                 | 14 лютого 2014 |
| Розділ 19 | Джон Коулз    | Джон Манкевич              | 14 лютого 2014 |
| Розділ 20 | Джеймс Фоулі  | Білл Кеннеди               | 14 лютого 2014 |
| Розділ 21 | Джеймс Фоулі  | Девід Менсон               | 14 лютого 2014 |
| Розділ 22 | Джуді Фостер  | Бо Віллімон                | 14 лютого 2014 |
| Розділ 23 | Робін Райт    | Лора Ізон, Бо Віллімон     | 14 лютого 2014 |
| Розділ 24 | Джон Коулз    | Бо Віллімон, Джон Манкевич | 14 лютого 2014 |
| Розділ 25 | Джеймс Фоулі  | Бо Віллімон                | 14 лютого 2014 |
| Розділ 26 | Джеймс Фоулі  | Бо Віллімон                | 14 лютого 2014 |

### Третій сезон
| Назва     | Режисер          | Сценарій              | Дата релізу    |
| --------- | ---------------- | --------------------- | -------------- |
| Розділ 27 | Джон Девід Коулз | Бо Віллімон           | 27 лютого 2015 |
| Розділ 28 | Джон Девід Коулз | Джон Манкевич         | 27 лютого 2015 |
| Розділ 29 | Такер Ґейтс      | Френк Пульєзе         | 27 лютого 2015 |
| Розділ 30 | Такер Ґейтс      | Лора Ізон             | 27 лютого 2015 |
| Розділ 31 | Джеймс Фоулі     | Кеннет Лін            | 27 лютого 2015 |
| Розділ 32 | Джеймс Фоулі     | Мелісса Джеймс Ґібсон | 27 лютого 2015 |
| Розділ 33 | Джон Дал         | Бо Віллімон           | 27 лютого 2015 |
| Розділ 34 | Джон Дал         | Білл Кеннеди          | 27 лютого 2015 |
| Розділ 35 | Робін Райт       | Джон Манкевич         | 27 лютого 2015 |
| Розділ 36 | Аґнешка Голланд  | Френк Пульєзе         | 27 лютого 2015 |
| Розділ 37 | Аґнешка Голланд  | Мелісса Джеймс Ґібсон | 27 лютого 2015 |
| Розділ 38 | Робін Райт       | Бо Віллімон           | 27 лютого 2015 |
| Розділ 39 | Джеймс Фоулі     | Бо Віллімон           | 27 лютого 2015 |

### Четвертий сезон
| Назва     | Режисер         | Сценарій                          | Дата релізу    |
| --------- | --------------- | --------------------------------- | -------------- |
| Розділ 40 | Такер Ґейтс     | Бо Віллімон                       | 4 березня 2016 |
| Розділ 41 | Такер Ґейтс     | Мелісса Джеймс Ґібсон             | 4 березня 2016 |
| Розділ 42 | Робін Райт      | Френк Пульєзе                     | 4 березня 2016 |
| Розділ 43 | Робін Райт      | Джон Манкевич                     | 4 березня 2016 |
| Розділ 44 | Том Шенкленд    | Мелісса Джеймс Ґібсон             | 4 березня 2016 |
| Розділ 45 | Том Шенкленд    | Лора Ізон                         | 4 березня 2016 |
| Розділ 46 | Том Шенкленд    | Білл Кеннеди                      | 4 березня 2016 |
| Розділ 47 | Алекс Ґрейвз    | Джон Манкевич                     | 4 березня 2016 |
| Розділ 48 | Робін Райт      | Френк Пульєзе                     | 4 березня 2016 |
| Розділ 49 | Робін Райт      | Мелісса Джеймс Ґібсон, Кеннет Лін | 4 березня 2016 |
| Розділ 50 | Кері Скогленд   | Тян Джун Гу                       | 4 березня 2016 |
| Розділ 51 | Якоб Вербрюгген | Лора Ізон, Білл Кеннеди           | 4 березня 2016 |
| Розділ 52 | Якоб Вербрюгген | Бо Віллімон                       | 4 березня 2016 |